# Rejon szaliński (Czeczenia)
Rejon szaliński (ros. Шалинский район, Szalinskij rajon, czecz. Шелан район / Şelan̡ rayon) – jeden z 15 rejonów w Czeczenii, znajdujący się w centralnej części kraju. W 2002 roku rejon zamieszkiwało 109 218 osób. Stolicą rejonu jest miasto Szali.